# Адольф Реймонд
Адольф Реймонд (нім. Adolphe Reymond, 4 вересня 1896 — 7 березня 1976, Берлінген) — швейцарський футболіст, що грав на позиції захисника. Відомий за виступами в клубі «Серветт», а також національну збірну Швейцарії, у складі якої став срібним призером Олімпійських ігор 1924 року.

## Клубна кар'єра
Адольф Реймонд розпочав виступи на футбольних полях у 1923 році в складі команди «Серветт», в якій грав до закінчення кар'єри в 1926 році.

## Виступи за збірну
1924 року дебютував в офіційних матчах у складі національної збірної Швейцарії. У складі збірної був учасником футбольного турніру на Олімпійських іграх 1924 року у Парижі, де разом з командою здобув «срібло». У національній команді грав до 1925 року, провів у її формі загалом 11 матчів.
Помер Адольф Реймонд 7 березня 1976 року на 80-му році життя у місті Берлінген.

## Титули і досягнення
- Срібний олімпійський призер: 1924